# 스핀-격자 완화
핵자기 공명 관찰 중 스핀-격자 완화(Spin–lattice relaxation)는 총 핵자기 모멘트 벡터의 종방향 성분(일정한 자기장과 평행)이 더 높은 에너지의 비평형 상태에서 주변(또는 "격자")과의 열역학적 평형 상태로 지수적으로 완화되는 메커니즘이다. 이는 스핀-격자 완화 시간 또는 T1으로 알려진 시상수로 특징지어진다.
다른 매개변수인 T2, 즉 스핀-스핀 완화 시간은 핵 자화 벡터의 횡방향 성분(외부 자기장에 수직)의 지수적 완화를 다룬다. 서로 다른 물질에서 T1과 T2의 변화를 측정하는 것은 일부 자기공명영상 기법의 기본이다.

## 핵물리학

T_{1} 완화 또는 종방향 완화 곡선

T1은 다음 방정식에 따라 자화 벡터의 종방향 Mz 성분이 열역학적 평형을 향해 지수적으로 회복되는 속도를 특징짓는다.
{\displaystyle M_{z}(t)=M_{z,\mathrm {eq} }-\left[M_{z,\mathrm {eq} }-M_{z}(0)\right]e^{-t/T_{1}}}
또는 {\displaystyle M_{z}(0)=-M_{z,\mathrm {eq} }}인 특정 경우:
{\displaystyle M_{z}(t)=M_{z,\mathrm {eq} }\left(1-2e^{-t/T_{1}}\right)}
따라서 90° 무선 주파수 펄스에 의해 자기 횡단 평면으로 뒤집힌 후 종방향 자화가 초기 값의 약 63% [1-(1/e)]를 회복하는 데 걸리는 시간이다.
핵은 분자 구조 내에 포함되어 있으며 끊임없이 진동하고 회전 운동을 하며 복잡한 자기장을 생성한다. 격자 내 핵의 열 운동으로 인해 발생하는 자기장을 격자장이라고 한다. 낮은 에너지 상태의 핵의 격자장은 높은 에너지 상태의 핵과 상호 작용하여 높은 에너지 상태의 에너지가 두 핵 사이에 분산될 수 있다. 따라서 RF 펄스로부터 핵이 얻은 에너지는 격자 내 진동 및 회전 증가로 소산되며, 이는 시료의 온도를 약간 증가시킬 수 있다. 스핀-격자 완화라는 이름은 스핀이 RF 펄스로부터 얻은 에너지를 주변 격자에 다시 전달하여 평형 상태를 회복하는 과정을 의미한다. 동일한 과정은 주변 정자기장의 변화(예: 고자기장으로의 사전 편광 또는 삽입)에 의해 스핀 에너지가 변경된 후 또는 비평형 상태가 다른 수단(예: 초편극화 광펌핑)에 의해 달성된 경우에도 발생한다.
완화 시간 T1(높은 에너지 상태의 핵의 평균 수명)은 핵의 자기회전비율과 격자의 이동성에 따라 달라진다. 이동성이 증가함에 따라 진동 및 회전 주파수가 증가하여 격자장의 구성 요소가 높은 에너지 상태에서 낮은 에너지 상태로의 전이를 자극할 가능성이 높아진다. 그러나 극도로 높은 이동성에서는 진동 및 회전 주파수가 더 이상 상태 간 에너지 간격과 일치하지 않으므로 확률이 감소한다.
조직마다 T1 값이 다르다. 예를 들어, 유체는 긴 T1(1500-2000 ms)을 가지며, 수성 조직은 400-1200 ms 범위에 있고, 지방 기반 조직은 더 짧은 100-150 ms 범위에 있다. 강자성 또는 상자성과 같은 강한 자기 이온 또는 입자의 존재도 T1 값을 크게 변경하며 MRI 조영제로 널리 사용된다.

## T1강조 영상

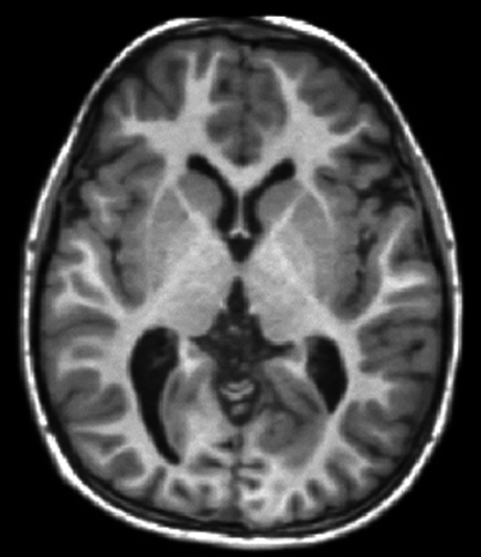
머리의 T_{1} 강조 영상.

자기공명영상은 양성자의 공명을 사용하여 이미지를 생성한다. 양성자는 적절한 주파수(라모어 주파수)의 무선주파수 펄스에 의해 여기되고, 스핀이 열 평형 상태로 돌아오면서 초과 에너지는 미미한 양의 열 형태로 주변에 방출된다. 양성자 앙상블의 자화는 시간 상수 T1(참조: 이완 (NMR))으로 특징지어지는 지수 곡선으로 평형 값으로 돌아간다.
T1 강조 영상은 기존 스핀 에코 시퀀스에서 짧은 반복 시간 (TR, 예: < 750 ms) 및 에코 시간 (TE, 예: < 40 ms)을 설정하거나, 그라디언트 에코 시퀀스에서는 플립 각도를 50°보다 크게 설정하고 TE 값을 15 ms 미만으로 설정하여 얻을 수 있다.
T1은 회색질과 백색질 사이에 유의미한 차이가 있으며 뇌 스캔 시 사용된다. T1 대조는 유체와 더 단단한 해부학적 구조 사이에 강하게 나타나므로, T1 대조는 정상 또는 병리학적 해부학의 형태학적 평가에 적합하며, 예를 들어 근골격계 적용에 사용된다.

## 회전 좌표계에서
회전 좌표계에서의 스핀-격자 완화는 핵자기 공명 (NMR) 및 자기공명영상 (MRI)에서 무선주파수 (RF)장의 영향 하에 자화 벡터의 횡방향 성분인 Mxy가 영의 평형 값으로 지수적으로 감쇠하는 메커니즘이다. 이는 회전 좌표계에서의 스핀-격자 완화 시간 상수인 T1ρ로 특징지어진다. 이는 스핀-격자 완화 시간인 T1과 대비하여 명명되었다.
T1ρ MRI는 횡단 평면의 자화에 스핀-록(SL) 펄스라고 하는 장시간, 저전력 무선주파수를 사용하여 기존 T1 및 T2 MRI를 대체하는 방식이다. 자화는 인가된 B1과 비공명 성분의 벡터 합에 의해 생성된 유효 B1 장 주위에 효과적으로 스핀-록된다. 스핀-록된 자화는 T1ρ라는 시간 상수로 완화되며, 이는 자기 공명 신호가 초기 값 {\displaystyle M_{xy}(0)}의 37%(1/e)에 도달하는 데 걸리는 시간이다. 따라서 다음 관계가 성립한다.
{\displaystyle M_{xy}(t_{\rm {SL}})=M_{xy}(0)e^{-t_{\rm {SL}}/T_{1\rho }}\,}
여기서 tSL은 RF 장의 지속 시간이다.

### 측정
T1ρ는 스핀-록 펄스의 진폭(γB1~0.1-수 kHz)을 고정한 상태에서 스핀-록 펄스의 지속 시간에 따른 위 신호 표현을 곡선 맞춤하여 정량화(릴랙소메트리)할 수 있다. 정량적 T1ρ MRI 완화 맵은 조직의 생화학적 구성을 반영한다.

### 영상화
T1ρ MRI는 연골, 추간판, 뇌, 심장 및 특정 유형의 암와 같은 조직을 영상화하는 데 사용되었다.

## 같이 보기
- 이완 (핵자기 공명)
- 스핀-스핀 완화 시간
- 언스트 각

## 추가 자료
- McRobbie D., et al. MRI, From picture to proton. 2003
- Hashemi Ray, et al. MRI, The Basics 2ED. 2004